# Apamea curoi
Apamea curoi är en fjärilsart som beskrevs av Calberla 1888. Apamea curoi ingår i släktet Apamea och familjen nattflyn. Inga underarter finns listade i Catalogue of Life.